# بونگوتاکادا، اوئیتا
بونگوتاکادا در استان اوئیتا در کشور ژاپن واقع شده‌است  که دارای جمعیت ۲۴٬۴۸۴ نفر و مساحت ۲۰۶٫۶۴ کیلومتر مربع با تراکم جمعیت ۱۱۸  نفر در کیلومترمربع است و در تاریخ ۳۱ مه ۱۹۵۴ به عنوان شهر شناخته شد.